# Ángel González (Fußballspieler, 2003)
Ángel Ariel González González (* 4. Februar 2003 in Asunción) ist ein paraguayischer Fußballtorhüter.

## Karriere

### Verein
Von der U19 von Club Libertad ging er leihweise über den Verlauf der Saison 2021/22 in die des FC Porto über. Danach kehrte er zu seinem Stammklub zurück und wurde ab der Spielzeit 2022/23 fester Teil der ersten Mannschaft. Sein Liga-Debüt hatte er aber bereits davor am 24. Februar 2021.

### Nationalmannschaft
Mit der paraguayischen U17 nahm er an der Weltmeisterschaft 2019 teil und brachte als Stammtorhüter sein Team hier bis ins Viertelfinale.
Nach einem weiteren Einsatz mit der U18 kam er ab Juni 2022 in der U20 zum Einsatz. Nach einem ersten Freundschaftsspiel stand er dann bei vier Partien der Südamerikaspiele 2022 im Tor, wo sein Team im Finale Ecuador mit 1:0 bezwang. Auch bei der Südamerikameisterschaft 2023 stand er für sein Team in allen bis auf zwei Partien im Tor.
Im Januar 2024 wurde er erstmals für die paraguayische U23 für die Vorbereitung vor dem Qualifikationsturnier für Olympia nominiert. Dort kam er auch einmal zum Einsatz. Bei dem Turnier selbst stand er dann in sechs Partien im Tor. Am Ende landete er mit seinem Team hier auf dem ersten Platz der Endgruppe und qualifizierte sich so für die Spiele in Paris.